# Ljudmilas röst
Ljudmilas röst är en dansk-svensk-ukrainsk dokumentärfilm från 2001 i regi av Gunnar Bergdahl.
Filmen skildrar ukrainskan Ljudmila Ignatenkos liv. 1986 var hon 23 år gammal, gravid i femte månaden och lyckligt gift med sin man Vasilij som arbetade som brandman. De bodde i staden Pripyat, belägen intill kärnkraftverket Tjernobyl. Natten mellan den 25 och 26 april inträffade Tjernobylolyckan och Vasilij blev då ditkallad för att släcka bränder. Han utsattes för radioaktivitet och avled några veckor senare. Filmen är hennes egen berättelse om sitt liv.
Ljudmilas röst premiärvisades den 12 oktober 2001 på biografer i Stockholm, Göteborg och Malmö. Filmen mottog en Guldbagge 2002 för bästa dokumentär.